# Demetrio Constantínovich de Rusia
Demetrio Constantínovich (en ruso: Димитрий Константинович; San Petersburgo, 13 de junio de 1860-ibidem, 28 de enero de 1919) fue un gran duque ruso, lugarteniente general del ejército imperial (1896), director de las Haras imperiales (1896), y presidente de la sociedad imperial de caballos de pura raza (1911).
Era hijo del gran duque Constantino Nikoláyevich de Rusia y de su esposa, la princesa Alejandra de Sajonia-Altemburgo.

## Biografía
A la edad de siete años fue confiado a Alekséi Zelenói, oficial que había servido a las órdenes de su padre en la Marina imperial. Como los demás hombres de la familia, fue destinado a la carrera militar. 
Contaba con catorce años cuando su hermano mayor, Nicolás Constantínovich Románov, protagonizó un escándalo por el robo de un diamante a su propia madre para gastar los beneficios en la vida disipada que llevaba. Este incidente hizo que sus padres fueran muy severos con su educación y la de sus hermanos. 
A los quince años ingresó en la marina, que abandonó en 1879, causando así una gran decepción en su padre, que abrigaba la esperanza de tener algún hijo que siguiera las mismas armas que él.
Al alcanzar la edad de pensionado del ejército imperial, se dedicó a su pasión, los caballos, y a llevar una vida tranquila en Crimea. Cuando estalló la Primera Guerra Mundial, su extremadamente deficiente vista le impidió enrolarse de nuevo en el ejército.
Al estallar la Revolución de Octubre de 1917, la Checa publicó un decreto que obligaba a registrarse a todos los varones de la casa imperial. Grigori Zinóviev y Moiséi Uritski, dirigentes del Sóviet de Petrogrado, decidieron enviar al destierro a los varones Románov. Ante el peligro de ocupación alemana, se le ofreció el lugar al que quería ir detenido entre Vólogda, Olónets o Vyatka; escogió Vólogda, ciudad más cercana de la capital. El 18 de abril de 1918 partió al exilio acompañado de su sobrina, Tatiana Constantínovna de Rusia, de dos hijos de esta y del ayudante coronel Aleksandr Korochéntzov. En Vólogda, Dmitri Constantínovich y los otros detenido ocuparon dos habitaciones en la casa de un comerciante local.
Poco después de la llegada a Vólogda, conocieron el arresto de sus primos, los grandes duques Jorge Mijáilovich y Nicolás Mijáilovich, hijos del gran duque Miguel Nikoláyevich de Rusia, y al príncipe Gabriel Constantínovich de Rusia.
En mayo de 1918, el coronel Alexander von Leiming, uno de los ayudantes del gran duque Demetrio, llegó a Vólogda para ayudarle a escapar a Finlandia, pero el gran duque se negó a abandonar el país.
El 14 de julio de 1918, fue transportado, solo, a un pequeño pueblo donde lo podrían vigilar más fácilmente. Allí fueron llevados también los grandes duques Jorge Mijáilovich y durante su cautiverio se enteraron de los asesinatos del emperador Nicolás II y su familia el 17 de julio de 1918.
El 21 de julio de 1918, Demetrio y los otros grandes duques fueron trasladados a Petrogrado. Allí fueron encarcelados con otros seis detenidos, en la misma celda ubicada en la sede de la Checa. Les dijeron que los habían detenido para salvarlos del linchamiento popular. Luego fueron trasladados a la prisión de Krestý y más adelante a la prisión de Shpálernaya, donde fueron tratados con cierta "consideración", principalmente les dejaban hacer caminatas cotidianas y les permitieron enviar correspondencia.
Gracias a la intervención de conocidos como Maksim Gorki, se intentó conseguir de Lenin la liberación del príncipe Gabriel Constantinovich de Rusia. A fines de 1918, el príncipe enfermó, fue finalmente liberado y se le permitió abandonar Rusia.

## Asesinato
De su asesinato no existe ningún testimonio directo. Todas las informaciones están basadas en rumores, testimonios de segunda mano que varían en algunos puntos. Pero en su conjunto se sabe cómo se desarrollaron sus últimas horas. A las once y media de la noche del 27 de enero de 1919, los guardias despertaron a los grandes duques Demetrio, Nicolás y Jorge, y les informaron que serían trasladados. Demetrio y Nicolás pensaron que les llevaban a otro sitio o que los liberarían; Jorge, en cambio, sospechó el fusilamiento.
Fueron subidos al camión con algunos delincuentes comunes y seis guardias rojos. A la una y 20 de la mañana del 28 de enero de 1919, salieron de la prisión. El camión anduvo hacia el río atravesando los Campos de Marte, en un cierto punto se detuvo por avería. En ese momento, uno de los detenidos intentó fugarse y fue detenido por un disparo en la espalda. Finalmente volvieron a arrancar y fueron llevados a la Fortaleza de San Pedro y San Pablo. Bajando del vehículo, los dirigieron al llamado bastión Trubertskói. Cuando les ordenaron quitarse las camisas, vieron que la ejecución era inminente y se dieron un último abrazo fraternal.
En ese momento, los soldados trajeron a otra persona, Demetrio reconoció a su primo, el gran duque Pablo Románov. Luego fueron llevados a una trinchera. Fueron alineados ante la fosa donde se encontraban ya trece cuerpos. Nicolás había llegado al lugar de la ejecución con su gato, que confió a un soldado, pidiéndole que cuidara el animal. El gran duque Jorge rezó unas oraciones y Demetrio exclamó las palabras del Evangelio: "Perdónalos, Señor, porque no saben lo que hacen". El gran duque Pablo, muy enfermo, fue ejecutado en la camilla en la que lo transportaron. 
Al terminar los asesinatos de los grandes duques, sus cuerpos fueron arrojados a la fosa. Los cuerpos de Nicolás Mijáilovich, Pablo Románov y Jorge Mijáilovich nunca fueron encontrados, pues la fosa fue cubierta por una plancha de cemento de un metro y medio de espesor. Sin embargo, el cuerpo de Demetrio fue recuperado al día siguiente por Alexander von Leiming, que lo envolvió en una alfombra y lo llevó para ser inhumado de forma secreta en el jardín de una casa de Petrogrado, donde aún reposa.

## Ancestros
|  |                                                                   |  |  |  |  |  |  |  |  |  |  |  |  |  |  |  |
|  | 16. Zar Pedro III de Rusia                                        |  |  |  |  |  |  |  |  |  |  |  |  |  |  |  |
|  |                                                                   |  |  |  |  |  |  |  |  |  |  |  |  |  |  |  |
|  |                                                                   |  |  |  |  |  |  |  |  |  |  |  |  |  |  |  |
|  | 8. Zar Pablo I de Rusia                                           |  |  |  |  |  |  |  |  |  |  |  |  |  |  |  |
|  |                                                                   |  |  |  |  |  |  |  |  |  |  |  |  |  |  |  |
|  |                                                                   |  |  |  |  |  |  |  |  |  |  |  |  |  |  |  |
|  | 17. Princesa Sofía de Anhalt-Zerbst (zarina Catalina II de Rusia) |  |  |  |  |  |  |  |  |  |  |  |  |  |  |  |
|  |                                                                   |  |  |  |  |  |  |  |  |  |  |  |  |  |  |  |
|  |                                                                   |  |  |  |  |  |  |  |  |  |  |  |  |  |  |  |
|  | 4. Zar Nicolás I de Rusia                                         |  |  |  |  |  |  |  |  |  |  |  |  |  |  |  |
|  |                                                                   |  |  |  |  |  |  |  |  |  |  |  |  |  |  |  |
|  |                                                                   |  |  |  |  |  |  |  |  |  |  |  |  |  |  |  |
|  | 18. Duque Federico II Eugenio de Wurtemberg                       |  |  |  |  |  |  |  |  |  |  |  |  |  |  |  |
|  |                                                                   |  |  |  |  |  |  |  |  |  |  |  |  |  |  |  |
|  |                                                                   |  |  |  |  |  |  |  |  |  |  |  |  |  |  |  |
|  | 9. Duquesa Sofía Dorotea de Wurtemberg                            |  |  |  |  |  |  |  |  |  |  |  |  |  |  |  |
|  |                                                                   |  |  |  |  |  |  |  |  |  |  |  |  |  |  |  |
|  |                                                                   |  |  |  |  |  |  |  |  |  |  |  |  |  |  |  |
|  | 19. Margravina Federica de Brandeburgo-Schwedt                    |  |  |  |  |  |  |  |  |  |  |  |  |  |  |  |
|  |                                                                   |  |  |  |  |  |  |  |  |  |  |  |  |  |  |  |
|  |                                                                   |  |  |  |  |  |  |  |  |  |  |  |  |  |  |  |
|  | 2. Gran duque Constantino Nikoláyevich de Rusia                   |  |  |  |  |  |  |  |  |  |  |  |  |  |  |  |
|  |                                                                   |  |  |  |  |  |  |  |  |  |  |  |  |  |  |  |
|  |                                                                   |  |  |  |  |  |  |  |  |  |  |  |  |  |  |  |
|  | 20. Rey Federico Guillermo II de Prusia                           |  |  |  |  |  |  |  |  |  |  |  |  |  |  |  |
|  |                                                                   |  |  |  |  |  |  |  |  |  |  |  |  |  |  |  |
|  |                                                                   |  |  |  |  |  |  |  |  |  |  |  |  |  |  |  |
|  | 10. Rey Federico Guillermo III de Prusia                          |  |  |  |  |  |  |  |  |  |  |  |  |  |  |  |
|  |                                                                   |  |  |  |  |  |  |  |  |  |  |  |  |  |  |  |
|  |                                                                   |  |  |  |  |  |  |  |  |  |  |  |  |  |  |  |
|  | 21. Princesa Federica Luisa de Hesse-Darmstadt                    |  |  |  |  |  |  |  |  |  |  |  |  |  |  |  |
|  |                                                                   |  |  |  |  |  |  |  |  |  |  |  |  |  |  |  |
|  |                                                                   |  |  |  |  |  |  |  |  |  |  |  |  |  |  |  |
|  | 5. Princesa Carlota de Prusia                                     |  |  |  |  |  |  |  |  |  |  |  |  |  |  |  |
|  |                                                                   |  |  |  |  |  |  |  |  |  |  |  |  |  |  |  |
|  |                                                                   |  |  |  |  |  |  |  |  |  |  |  |  |  |  |  |
|  | 22. Gran duque Carlos II de Mecklemburgo-Strelitz                 |  |  |  |  |  |  |  |  |  |  |  |  |  |  |  |
|  |                                                                   |  |  |  |  |  |  |  |  |  |  |  |  |  |  |  |
|  |                                                                   |  |  |  |  |  |  |  |  |  |  |  |  |  |  |  |
|  | 11. Duquesa Luisa de Mecklemburgo-Strelitz                        |  |  |  |  |  |  |  |  |  |  |  |  |  |  |  |
|  |                                                                   |  |  |  |  |  |  |  |  |  |  |  |  |  |  |  |
|  |                                                                   |  |  |  |  |  |  |  |  |  |  |  |  |  |  |  |
|  | 23. Princesa Federica de Hesse-Darmstadt                          |  |  |  |  |  |  |  |  |  |  |  |  |  |  |  |
|  |                                                                   |  |  |  |  |  |  |  |  |  |  |  |  |  |  |  |
|  |                                                                   |  |  |  |  |  |  |  |  |  |  |  |  |  |  |  |
|  | 1. Gran duque Demetrio de Rusia                                   |  |  |  |  |  |  |  |  |  |  |  |  |  |  |  |
|  |                                                                   |  |  |  |  |  |  |  |  |  |  |  |  |  |  |  |
|  |                                                                   |  |  |  |  |  |  |  |  |  |  |  |  |  |  |  |
|  | 24. Duque Ernesto Federico III de Sajonia-Hildburghausen          |  |  |  |  |  |  |  |  |  |  |  |  |  |  |  |
|  |                                                                   |  |  |  |  |  |  |  |  |  |  |  |  |  |  |  |
|  |                                                                   |  |  |  |  |  |  |  |  |  |  |  |  |  |  |  |
|  | 12. Duque Federico de Sajonia-Altemburgo                          |  |  |  |  |  |  |  |  |  |  |  |  |  |  |  |
|  |                                                                   |  |  |  |  |  |  |  |  |  |  |  |  |  |  |  |
|  |                                                                   |  |  |  |  |  |  |  |  |  |  |  |  |  |  |  |
|  | 25. Princesa Ernestina de Sajonia-Weimar                          |  |  |  |  |  |  |  |  |  |  |  |  |  |  |  |
|  |                                                                   |  |  |  |  |  |  |  |  |  |  |  |  |  |  |  |
|  |                                                                   |  |  |  |  |  |  |  |  |  |  |  |  |  |  |  |
|  | 6. Duque José de Sajonia-Altemburgo                               |  |  |  |  |  |  |  |  |  |  |  |  |  |  |  |
|  |                                                                   |  |  |  |  |  |  |  |  |  |  |  |  |  |  |  |
|  |                                                                   |  |  |  |  |  |  |  |  |  |  |  |  |  |  |  |
|  | 26. Gran duque Carlos II de Mecklemburgo-Strelitz (= 22)          |  |  |  |  |  |  |  |  |  |  |  |  |  |  |  |
|  |                                                                   |  |  |  |  |  |  |  |  |  |  |  |  |  |  |  |
|  |                                                                   |  |  |  |  |  |  |  |  |  |  |  |  |  |  |  |
|  | 13. Duquesa Carlota Georgina de Mecklemburgo-Strelitz             |  |  |  |  |  |  |  |  |  |  |  |  |  |  |  |
|  |                                                                   |  |  |  |  |  |  |  |  |  |  |  |  |  |  |  |
|  |                                                                   |  |  |  |  |  |  |  |  |  |  |  |  |  |  |  |
|  | 27. Princesa Federica de Hesse-Darmstadt (= 23)                   |  |  |  |  |  |  |  |  |  |  |  |  |  |  |  |
|  |                                                                   |  |  |  |  |  |  |  |  |  |  |  |  |  |  |  |
|  |                                                                   |  |  |  |  |  |  |  |  |  |  |  |  |  |  |  |
|  | 3. Princesa Alejandra de Sajonia-Altemburgo                       |  |  |  |  |  |  |  |  |  |  |  |  |  |  |  |
|  |                                                                   |  |  |  |  |  |  |  |  |  |  |  |  |  |  |  |
|  |                                                                   |  |  |  |  |  |  |  |  |  |  |  |  |  |  |  |
|  | 28. Duque Federico II Eugenio de Wurtemberg (= 18)                |  |  |  |  |  |  |  |  |  |  |  |  |  |  |  |
|  |                                                                   |  |  |  |  |  |  |  |  |  |  |  |  |  |  |  |
|  |                                                                   |  |  |  |  |  |  |  |  |  |  |  |  |  |  |  |
|  | 14. Duque Luis de Wurtemberg                                      |  |  |  |  |  |  |  |  |  |  |  |  |  |  |  |
|  |                                                                   |  |  |  |  |  |  |  |  |  |  |  |  |  |  |  |
|  |                                                                   |  |  |  |  |  |  |  |  |  |  |  |  |  |  |  |
|  | 29. Margravina Federica de Brandeburgo-Schwedt (= 19)             |  |  |  |  |  |  |  |  |  |  |  |  |  |  |  |
|  |                                                                   |  |  |  |  |  |  |  |  |  |  |  |  |  |  |  |
|  |                                                                   |  |  |  |  |  |  |  |  |  |  |  |  |  |  |  |
|  | 7. Duquesa Amelia de Wurtemberg                                   |  |  |  |  |  |  |  |  |  |  |  |  |  |  |  |
|  |                                                                   |  |  |  |  |  |  |  |  |  |  |  |  |  |  |  |
|  |                                                                   |  |  |  |  |  |  |  |  |  |  |  |  |  |  |  |
|  | 30. Príncipe Carlos Cristián de Nassau-Weilburg                   |  |  |  |  |  |  |  |  |  |  |  |  |  |  |  |
|  |                                                                   |  |  |  |  |  |  |  |  |  |  |  |  |  |  |  |
|  |                                                                   |  |  |  |  |  |  |  |  |  |  |  |  |  |  |  |
|  | 15. Princesa Enriqueta de Nassau-Weilburg                         |  |  |  |  |  |  |  |  |  |  |  |  |  |  |  |
|  |                                                                   |  |  |  |  |  |  |  |  |  |  |  |  |  |  |  |
|  |                                                                   |  |  |  |  |  |  |  |  |  |  |  |  |  |  |  |
|  | 31. Princesa Carolina de Orange-Nassau                            |  |  |  |  |  |  |  |  |  |  |  |  |  |  |  |
|  |                                                                   |  |  |  |  |  |  |  |  |  |  |  |  |  |  |  |
|  |                                                                   |  |  |  |  |  |  |  |  |  |  |  |  |  |  |  |

- Datos: Q27606
- Multimedia: Dmitriy Constantinovich of Russia / Q27606